# El verano de los peces voladores
El verano de los peces voladores es una película chilena dirigida por Marcela Said.
La película fue estrenada durante la Quincena de Realizadores en el Festival de Cannes de 2013.

## Argumento
Manena está de vacaciones en el del sur de Chile con su padre Francisco, un rico terrateniente. Francisco está obsesionado con eliminar el pez de carpa en su laguna artificial, recurriendo a cada vez más métodos extremos como utilizar explosivos. Manena parece para ser la única quién percibe la tensión creciente que las acciones de su padre provocan en la comunidad mapuche del lugar, quiénes reclaman acceso a estas tierras.

## Reparto
- Gregory Cohen – Francisco.
- Francisca Walker – Manena.
- María Izquierdo – Teresa.
- Roberto Cayuqueo – Pedro.
- Bastián Bodenhöfer – Carlos.
- Guillermo Lorca – Lorca.
- Paola Lattus – Ester.
- Emilia Lara – Isidora.
- Enrique Soto – Nacho.
- Pablo Banderas - Hijo.